# Jesús Merino Delgado
Jesús Merino Delgado (n. 1954) es un político español que fue procurador de la iv y v legislaturas de las Cortes de Castilla y León y diputado en el Congreso en la vii, viii y ix legislaturas de las Cortes Generales dentro de las filas del Partido Popular. Desempeñó también los cargos de consejero de Fomento y de vicepresidente de la Junta de Castilla y León así como el de secretario general del Partido Popular de Castilla y León.

## Biografía

### Primeros años
Nacido en la localidad segoviana de Hontalbilla el 6 de febrero de 1954, se licenció en derecho en la Universidad Complutense de Madrid. Trabajó para la Unión de Centro Democrático (UCD) en el Senado.

### Política regional
Ejerció de consejero de Fomento de la Junta de Castilla y León entre 1991 y 1999, dentro de ejecutivos autonómicos presididos por Juan José Lucas. Secretario general del Partido Popular de Castilla y León (PPCyL) desde 1992, fue sustituido en 2001 por Juan Vicente Herrera.
Fue incluido como candidato en el número 1 de la lista del PP para las elecciones autonómicas de 1995 en la circunscripción electoral de Segovia.
Autopresentado como «fiel escudero» de Lucas, en 1995 asumiría también la vicepresidencia de la Junta. En las elecciones de 1999 repitió como cabeza de lista de la candidatura del PP para Segovia. También fue senador, por designación de las Cortes de Castilla y León, entre 1999 y 2000.
Cesó como procurador de la v legislatura de la cámara autonómica el 27 de marzo de 2000.

### Diputado en el Congreso
Se presentó en la lista del PP para las elecciones generales de 2000 como cabeza de lista por Segovia; renovaría su acta de diputado en las generales de 2004 y 2008, de nuevo encabezando la lista por la provincia de Segovia.
En 2002 entraría en la ejecutiva nacional del PP como secretario de Política Autonómica.
Implicado en la trama Gürtel, en 2010 renunció a su acta de diputado y, por ende, a la condición de aforado.

### Juicio y condena en la Trama Gürtel
Merino que había declarado como imputado en la Trama Gürtel ante el Tribunal Supremo en 2009, fue derivado para comparecer ante el Tribunal Superior de Justicia de Madrid en 2011, tras su renuncia al acta de diputado en 2010, aunque el tribunal sobreseyó su causa. Reabierta esta por la Audiencia Nacional, y juzgado en el marco de la primera época del Caso Gürtel, en mayo de 2018 recibió una condena a tres años y siete meses de prisión, culpable de sendos delitos de blanqueo de capitales y de falsedad continuada.